# Новолутківка
Новолутківка — село в Україні, у Новоукраїнському районі Кіровоградської області. Колишній центр Новолутківської сільської ради. Під час децентралізації у 2015-2020 роках село віднесли до Добровеличківської селищної громади. Населення становить 551 осіб. 
Село Новолутківка розташоване на автошляху Т1208 між селом Добровеличківка, та селом Тернове, західніше, на відстані 1,7 км, розташоване село Олександро-Акацатове. Село розкинулося на обох берегах двох просторих рукотворних ставків, котловани яких були викопані переселенцями.

## Історія
До 1891 року місцевість належала до п'ятої ділянки казенної землі (звідси й назва п'ята дільниця державної землі, яка належала до села Добрянка, що на річці Синюха). Землі були цілиною і були у власності місцевих поміщиків та єлисаветградських купців.
У 1891 році на цій місцині заселились українські селяни, які прийшли з-за річки Велика Вись. Переселенці шукали порятунку від панського гніту, злиднів, безземелля. Здебільшого переселенці були з колишнього Маловисківського та інших районів Кіровоградської області, зокрема з сіл Грабське, Іванівка, Новостанівка, Чернече, Полковецьке, Буцівка та інші.
Життя перших переселенців, на новому місці, було важким. Спочатку жили в землянках, в левадах копали ямки та брали із них воду. Через брак волів, коней і знаряддя праці врожаї були низькі.
Назву село отримало завдяки місцевому селянину. Господарем одного із дворів був Лука Літицький, що виділявся серед переселенців своєю грамотністю і кмітливістю. Жителі поселення послали його в місто Одесу, уладнати справи по поселенню. За заслуги перед громадою, в основу назви свого села, поклали прізвище Луки Літицького, назвавши село Луківка, а згодом Ново-Лутківка. З часом дефіс в назві села був прибраний.

## Населення
Згідно з переписом УРСР 1989 року населення села становило 627 осіб, з яких 280 чоловіків та 347 жінок.
За переписом населення України 2001 року в селі мешкала 551 особа.

### Мова
Розподіл населення за рідною мовою за даними перепису 2001 року:
| Мова       | Відсоток |
| ---------- | -------- |
| українська | 94,56 %  |
| російська  | 3,63 %   |
| молдовська | 0,91 %   |
| білоруська | 0,73 %   |
| німецька   | 0,18 %   |